# Kuala Simeme
Kuala Simeme is een bestuurslaag in het regentschap Deli Serdang van de provincie Noord-Sumatra, Indonesië. Kuala Simeme telt 134 inwoners (volkstelling 2010).